# Film superbohaterski

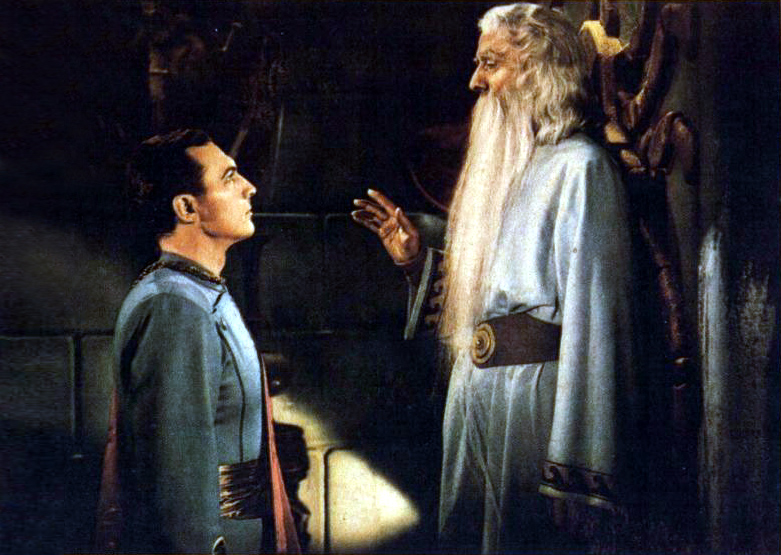
Kadr promocyjny serialu kinowego Adventures of Captain Marvel z 1941 roku

Film superbohaterski , film o superbohaterach   (ang. superhero film) – gatunek filmów, których głównymi bohaterami są superbohaterowie, a więc osoby o nadludzkich zdolnościach lub umiejętnościach. Konwencja filmów superbohaterskich może zawierać w sobie elementy innych gatunków filmowych, np. fantasy, fantastyki naukowej, czarnego kryminału, filmów kung-fu, ale często wiąże się z estetyką komiksu. Owa inspiracja jest obopólna; o ile komiksy wydawnictw DC Comics oraz Marvel Comics wzorowały się pod względem kompozycji na filmach gatunkowych, o tyle filmy superbohaterskie często zapożyczają swe środki wyrazu z komiksów.
Pierwsze, nieudane adaptacje komiksów poświęconych superbohaterom powstawały jeszcze w latach 30. XX wieku w postaci seriali kinowych; moda na owe seriale wygasła dwie dekady później ze względu na znikomą wartość artystyczną oraz brak szczególnego zainteresowania ze strony widowni. Konwencja filmów superbohaterskich zaczęła zyskiwać na znaczeniu wraz z dojściem do głosu pokolenia reżyserów wychowanego na komiksach, które to pokolenie zwie się w Polsce Kinem Nowej Przygody. W latach 70. i 80. XX wieku sukcesy kasowe zaczęły odnosić filmy takie jak Superman (1978) Richarda Donnera i Batman (1989) Tima Burtona na podstawie uniwersów DC Comics. Kolejne dwie dekady obfitowały w serie pokroju trylogii Spider-Man (2002–2007) Sama Raimiego na podstawie komiksów Marvela oraz X-Men (2000-2009, dwie pierwsze części nakręcone przez Bryana Singera). Począwszy od trylogii Christophera Nolana na podstawie komiksów o Batmanie (Batman: Początek, 2005; Mroczny Rycerz, 2008; Mroczny Rycerz powstaje, 2011), obserwuje się odwrót filmów superbohaterskich od zinfantylizowanych fabuł o konflikcie Dobra ze Złem; w miejsce dotychczasowej estetyki Nolan zaproponował urealnienie treści komiksu na podobieństwo kina sensacyjnego. Inną strategię przyjął Marvel, od 2008 roku twórczo rekonstruując pochodzenie bohaterów swoich komiksów (origin stories) w ramach uwspółcześnionych adaptacji przynależnych do świata Filmowego Uniwersum Marvela, gdzie istotną rolę odgrywają zapożyczone z komiksów cross-overy (wzajemne zazębianie się historii różnych bohaterów). Mroczne narracje superbohaterskie występują również w filmach takich jak Watchmen (2008) Zacka Snydera oraz Deadpool (2016) Tima Millera.
Konwencja filmu superbohaterskiego przenika też filmy i seriale animowane, gdzie bywa przetwarzana bądź parodiowana. Do współczesnych zachodnich animacji składających hołd filmom superbohaterskim należą Iniemamocni (2004) Brada Birda, autotematyczny film Marvela Spider-Man Uniwersum (2018) oraz nostalgiczny serial Craiga MacCrackena Kid Cosmic (2021).